# Nerocila depressa
Nerocila depressa là một loài chân đều trong họ Cymothoidae. Loài này được Milne Edwards miêu tả khoa học năm 1840.